# Hacktivismus
Hacktivismus (Kofferwort aus Hack und Aktivismus, englisch hacktivism) ist als eine Variation des Cyberaktivismus die Verwendung von Computern und Rechnernetzen als Protestmittel, um politische und ideologische Ziele zu erreichen.

## Geschichte
Das Mitglied Omega des Hacker-Kollektivs Cult of the Dead Cow gilt als Urheber des Begriffs "Hacktivism", den es im Juli 1998 erstmals in einer E-Mail erwähnte. Von da an prägten die Aktivisten die Definition des Ausdrucks, die sich auf die Entwicklung und Nutzung von Technologie zur Förderung der Menschenrechte und des offenen Informationsaustausches bezieht.
Die Wissenschaftswochenzeitung Spektrum.de, eine Online-Publikation von Spektrum der Wissenschaft, berichtet allerdings, dass zumindest der eng verwandte Begriff "Hacktivist" bereits 1995 in Gebrauch gewesen sein muss und zitiert dazu den Erstbeleg im Oxford English Dictionary:
Ever since 1990, when about 300 queers descended on the park at the behest of a local computer hacktivist unfortunately named Doug Swallow, gays and lesbians have annually stormed the Magic Kingdom – with the tacit encouragement from the management. [James Hannaham, Deep Disney: Gay day in the Magic Kingdom, The Village Voice, 27. Juni 1995]
Die erstmalige Verwendung von "Hacktivist" im deutschsprachigen Raum wurde von Spektrum.de mit einem auf den 23. September 1998 datierten Artikel in der Online-Publikation Telepolis ausfindig gemacht.

## Unterschiede
Manche Personen, die sich selbst als Hacktivisten beschreiben, nutzen Angriffe auf Websites für politische Zwecke, zum Beispiel zum sogenannten defacen von Websites politischer Gegner oder Gruppen. Abhängig davon wie der Begriff genutzt wird, kann unter Hacktivismus auch ziviler Ungehorsam oder eine allgemeine Ablehnung des Systems verstanden werden.

## Arten des Hacktivismus
Um ihre Meinung auszudrücken und die entsprechende Wirkung zu erzielen, benutzen Hacktivisten unterschiedliche Hilfsmittel und Methoden und oft frei im Internet verfügbare Software (z. T. herunterladbar, z. T. als Web-Anwendung im Browser). Methoden sind unter anderem:
- Defacement von Websites: In diesem Fall wird die Startseite einer Website erheblich verändert, um dem jeweiligen Unternehmen oder der jeweiligen Institution Schaden zuzufügen.
- Distributed-Denial-of-Service (DDoS): In diesem Fall wird eine Website mit Anfragen überschwemmt, was sie oft stunden- oder tagelang unerreichbar macht.
- E-Mail-Spammen: Hacktivisten spammen die E-Mail-Adressen des Ziels mit sinnlosen oder sehr großen E-Mail-Nachrichten zu.
- Schwarzes Fax, engl. "black Fax"[4][5]: Hierbei wird, ähnlich einem DDoS-Angriff, ein schwarzes Fax verschickt, das sehr viel Toner oder Tinte benötigt und die Telefonleitungen belastet.
- Hacken der Inhalte von Datenbanken und digitalen Diensten.
- Leaken, also die nicht autorisierte Veröffentlichung von Informationen.